# RK Borac Banja Luka
Rukometni klub Borac Banja Luka (srbsky: Рукометни клуб Бopaц Бања Лука) je bosenský mužský házenkářský klub, ze srbské části Bosny (Republika srbská). Sídlí ve městě Banja Luka. Založen byl v roce 1950. Největším úspěchem klubu je vítězství v nejprestižnější klubové soutěži Evropy, Poháru mistrů (dnes Liga mistrů EHF) v sezóně 1975–76. V ročníku 1974–75 Borac postoupil do finále této soutěže. Kromě toho si připsal i jedno vítězství v druhé nejprestižnější evropské soutěži Poháru EHF (dnes Evropská liga EHF), a to v sezóně 1990–91. Klub je též sedminásobným mistrem Jugoslávie (1959, 1960, 1973, 1974, 1975, 1976, 1981) a šestinásobným mistrem Bosny a Hercegoviny (2013, 2014, 2015, 2017, 2020, 2022). Své domácí zápasy hraje v hale Borik s kapacitou 5000 diváků. Klubovými barvami jsou modrá a červená, základní sada dresu sestává z červeného trička a modrých trenýrek.